# Hochlagen der östlichen Wölzer Tauern und Seckauer Alpen
Hochlagen der östlichen Wölzer Tauern und Seckauer Alpen este o arie protejată (arie specială de conservare — SAC, sit de importanță comunitară — SCI) din Austria întinsă pe o suprafață de 14.074,5 ha, integral pe uscat.

## Localizare
Centrul sitului Hochlagen der östlichen Wölzer Tauern und Seckauer Alpen este situat la coordonatele 47°20′39″N 14°43′18″E / 47.3441°N 14.7216°E.

## Înființare
Situl Hochlagen der östlichen Wölzer Tauern und Seckauer Alpen a fost declarat sit de importanță comunitară în iulie 2002 pentru a proteja 1 specie de plante. Situl a fost protejat și ca arie specială de conservare în iunie 2006.

## Biodiversitate
Situată în ecoregiunea alpină, aria protejată conține 16 habitate naturale: Ape stătătoare oligotrofe până la mezotrofe, cu vegetație de Littorelletea uniflorae și/sau de Isoëto-Nanojuncetea, Pajiști alpine și boreale, Tufărișuri cu Pinus mugo și Rhododendron hirsutum (Mugo-Rhododendretum hirsuti), Pajiști boreale și alpine pe substrat silicios, Pajiști alpine și subalpine calcaroase, Formațiuni ierboase bogate în specii de Nardus, dezvoltate pe substraturi silicioase în zone montane (și în zone submontane, în Europa continentală), Liziere de ierburi înalte hidrofile de câmpie și de nivel montan până la alpin, Turbării active, Formațiuni pioniere alpine de Caricion bicoloris-atrofuscae, Grohotișuri silicioase de la nivelul montan până la nivelul zăpezii (Androsacetalia alpinae și Galeopsietalia ladani), Grohotișuri calcaroase și de șisturi calcaroase de la nivelul montan până la nivelul alpin (Thlaspietea rotundifolii), Pante stâncoase calcaroase cu vegetație casmofită, Pante stâncoase silicioase cu vegetație casmofită, Roci stâncoase cu vegetație pionieră de Sedo-Scleranthion sau Sedo albi-Veronicion dillenii, Păduri acidofile de Picea de la nivel montan la nivel alpin (Vaccinio-Piceetea), Păduri alpine de Larix decidua și/sau Pinus cembra.
La baza desemnării sitului se află o specie protejată de  plante: Mannia triandra.